# Lloyd Neal
Lloyd Neal (Talbotton, 10 dicembre 1950) è un ex cestista statunitense, professionista nella NBA.

## Carriera
Venne selezionato dai Portland Trail Blazers al terzo giro del Draft NBA 1972 (31ª scelta assoluta).

## Statistiche

### NBA

#### Regular Season
| Anno       | Squadra             | PG  | PT | MP   | TC%  | 3P% | TL%  | RP   | AP  | PRP | SP  | PP   |
| ---------- | ------------------- | --- | -- | ---- | ---- | --- | ---- | ---- | --- | --- | --- | ---- |
| 1972-1973  | Portland T. Blazers | 82  | -  | 33,2 | 49,4 | -   | 63,8 | 11,8 | 1,8 | -   | -   | 13,4 |
| 1973-1974  | Portland T. Blazers | 80  | -  | 19,0 | 49,0 | -   | 69,6 | 6,2  | 1,1 | 0,6 | 0,9 | 7,6  |
| 1974-1975  | Portland T. Blazers | 82  | -  | 27,8 | 47,1 | -   | 64,1 | 8,4  | 1,7 | 0,5 | 1,1 | 12,3 |
| 1975-1976  | Portland T. Blazers | 68  | -  | 34,1 | 48,1 | -   | 69,4 | 8,6  | 1,7 | 0,8 | 1,6 | 15,5 |
| 1976-1977† | Portland T. Blazers | 58  | -  | 16,5 | 47,1 | -   | 67,5 | 4,4  | 1,0 | 0,1 | 0,6 | 6,8  |
| 1977-1978  | Portland T. Blazers | 61  | -  | 19,2 | 50,4 | -   | 71,8 | 6,1  | 1,3 | 0,5 | 0,3 | 11,0 |
| 1978-1979  | Portland T. Blazers | 4   | -  | 12,0 | 36,4 | -   | 100  | 2,3  | 0,3 | 0,0 | 0,3 | 2,3  |
| Carriera   | Carriera            | 435 | -  | 25,3 | 48,5 | -   | 67,2 | 7,7  | 1,5 | 0,5 | 0,9 | 11,1 |

#### Playoffs
| Anno     | Squadra             | PG | PT | MP   | TC%  | 3P% | TL%  | RP  | AP  | PRP | SP  | PP  |
| -------- | ------------------- | -- | -- | ---- | ---- | --- | ---- | --- | --- | --- | --- | --- |
| 1977†    | Portland T. Blazers | 19 | -  | 10,8 | 47,6 | -   | 65,4 | 3,7 | 0,9 | 0,1 | 0,4 | 4,1 |
| 1978     | Portland T. Blazers | 3  | -  | 15,7 | 33,3 | -   | 100  | 3,7 | 0,7 | 0,0 | 1,3 | 5,0 |
| Carriera | Carriera            | 22 | -  | 11,5 | 44,0 | -   | 66,7 | 3,7 | 0,9 | 0,1 | 0,5 | 4,2 |

## Palmarès
- Campionato NBA: 1

Portland Trail Blazers: 1977
- NBA All-Rookie First Team (1973)